# Josip Pivarić
Josip Pivarić, född 30 januari 1989 i Zagreb i Jugoslavien (nuvarande Kroatien), är en kroatisk professionell fotbollsspelare som spelar för ukrainska Dynamo Kiev och Kroatiens herrlandslag i fotboll.